# Gimme Chocolate!!
«Gimme Chocolate!!» (яп. ギミチョコ!!) — это песня японской каваии-метал-группы Babymetal из их дебютного одноименного альбома. Хотя песня не была выпущена в качестве сингла в Японии, она получила международный успех, а её клип набрал более 200 миллионов просмотров на YouTube. Позже, 31 мая 2015 года, она была выпущена в Великобритании под лейблом earMusic в качестве цифрового сингла.

## Создание и релиз
Премьера песни состоялась 21 декабря 2013 года в концертном зале Makuhari Messe на концерте Legend „1997“, что почти совпало с шестнадцатым днём рождения Накамото. Впервые песня была выпущена в Японии в рамках дебютного альбома группы Babymetal 26 февраля 2014 года, а клип был загружен на YouTube за день до этого, 25 февраля 2014 года. В Великобритании песня была выпущена в виде цифрового сингла на iTunes 31 мая 2015 года, за день до физического переиздания альбома.
Песня прозвучала в видеоиграх Rock Band 4 и Beatstar, а также использовалась в промо-трейлере к Tiny Tina’s Wonderlands, игре от Gearbox Software.

## Композиция
Песня «Gimme Chocolate!!!» написана и аранжирована Такеши Уэда из группы The Mad Capsule Markets. Она описывается как кавайная метал песня, менеджер группы Kobametal считал её наиболее близкой к поп-кроссоверу, как «Doki Doki ☆ Morning». Песня начинается с элементов трэш-метала. Во время куплетов Мидзуно и Кикути выкрикивают ономатопеи, такие как "Atata tatata zukkyun!" (яп. あたた たたた ずっきゅん!), в то время как припев демонстрирует вокал Накамото с быстрым переходом к поп-мелодиям и мажорной тональности, причём фразы несколько раз переходят туда-сюда. В тексте песни говорится о девушках, которые борются с давлением, направленным на поддержание их фигуры, или, как объяснила Накамото, «[Текст песни] о девушках и женщинах, которые любят есть шоколад. Но они […] боятся набрать вес».

## Реакция
Песня «Gimme Chocolate!» получила в целом положительные отзывы от музыкальных критиков. Журналист Брайан Мэнсфилд из USA Today назвал песню «причудливой смесью дэт-метала, ритмов EDM и слащавых мелодий джей-попа», поскольку песня «начинается с разрывающей динамики гитарной атаки, которая быстро уступает место пулеметно-стремительному щебечущему вокалу и припеву, вызывающему такое же привыкание, как хлопья в шоколаде и утренние субботние мультфильмы». Кроме того, Fuse включил песню в список девяти самых экспериментальных песен девичьих групп всех времён, заявив, что «при первом прослушивании у вас просто отпадёт челюсть. Но вскоре вы поймаете себя на том, что напеваете вместе с припевом».
В Соединённых Штатах песня заняла пятое место в чарте Billboard World Digital Songs. После выхода второго альбома группы Metal Resistance, за неделю 14 мая 2016 года, песня заняла 54 место в чарте Billboard Japan Hot 100. 25 мая 2021 года Kerrang! поставил песню на 2 место в списке «20 лучших песен Babymetal».

## Видеоклип

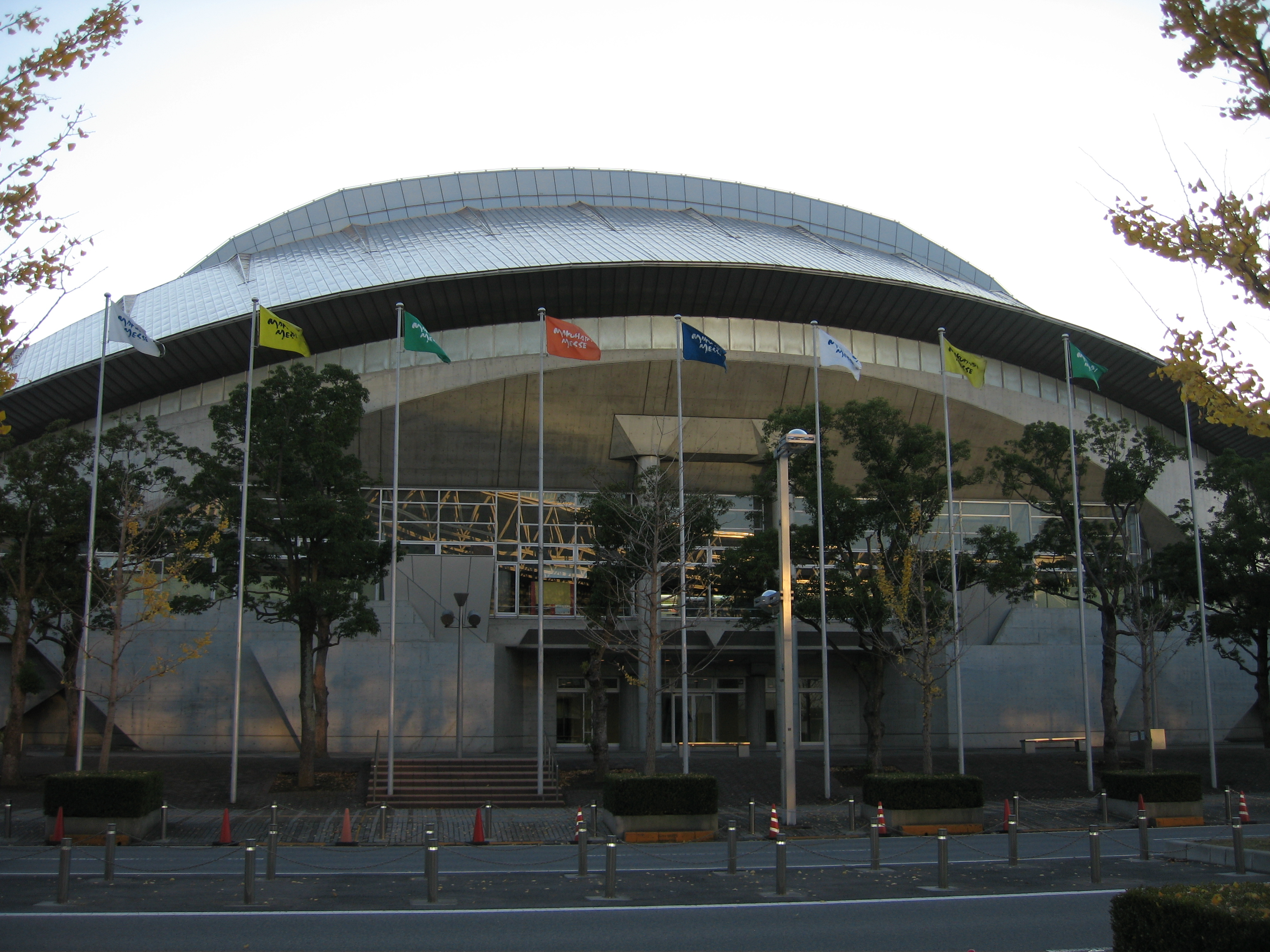
Музыкальное видео на песню «Gimme Chocolate!!!» было снято в выставочном зале Makuhari Messe в декабре 2013 года.

Режиссёр Рёсукэ Мачида снял клип во время первого живого исполнения песни в Makuhari Messe 21 декабря 2013 года в рамках концерта Legend «1997» Su-metal Seitansai. Музыкальный клип был впервые представлен на YouTube 3 февраля 2014 года; видео было выпущено в полном объёме на официальном канале YouTube, совпав с выходом альбома Babymetal (по японскому времени). В клипе три участницы Babymetal танцуют «супер-милую хореографию» в красных и чёрных нарядах в сопровождении мим-группы Babybones, выступая перед толпой. Выступление заканчивается надписью «See you in the mosh’sh pit», наложенной на экран. Видео принесло группе глобальный успех, его просмотрели более 100 миллионов раз (по состоянию на март 2019 года), и оно было использовано в рекламе Chromecast в Японии. Видео также появилось в лимитированных изданиях на DVD, вместе с клипами на другие песни Babymetal.

## Живое выступление
После выхода дебютного альбома, группа регулярно исполняла песню вживую на концертных площадках, включая первое мировое турне группы, Babymetal World Tour 2014, и как открывающее выступление в мировом турне Леди Гаги — ArtRave: The Artpop Ball. 12 июня 2015 года группа неожиданно исполнила эту песню, а также «Road of Resistance» совместно с группой DragonForce на фестивале Download Festival. 20 сентября 2015 года группа исполнила версию песни, ремикшированную Skrillex, на выставке Ultra Japan. 5 апреля 2016 года Babymetal дебютировали на американском телевидении, исполнив песню на шоу The Late Show со Стивеном Колбертом.

## Треклист
Цифровое издание
- «Gimme Chocolate!!» (ギミチョコ！！) — 3:52

## Чарты
| Чарт (2014—2015)                       | Высшая позиция |
| -------------------------------------- | -------------- |
| Япония (Japan Billboard)               | 54             |
| США (US World Digital Songs Billboard) | 5              |

## Кавер-версии
10 августа 2017 года Postmodern Jukebox выпустила джазовую кавер-версию песни с вокалом Тары Луизы. Группа берёт «уже избитое сочетание J-попа и хэви-метала» и добавляет элементы ретро-джаза.
9 октября 2017 года члены Sakura Gakuin Маая Асу, Марин Хидака и Кано Фудзихира исполнили песню в качестве «One-Night Shuffle Unit» в футболках Babymetal во время концерта Sakura Gakuin ☆ 2017: After-School Anthology — Autumn Shuffle Night.

## История релизов
| Регион         | Дата        | Формат           | Лейбл    |
| -------------- | ----------- | ---------------- | -------- |
| Великобритания | 31 мая 2015 | Цифровое издание | earMusic |